# William Carvalho
William Silva de Carvalho (Luanda, 7 aprile 1992) è un calciatore portoghese di origine angolana, centrocampista del Pachuca. Con la nazionale portoghese è diventato campione d'Europa nel 2016 e ha vinto la UEFA Nations League 2018-2019.

## Caratteristiche tecniche
Roccioso mediano di centrocampo che grazie al suo fisico prorompente può adattarsi anche da difensore centrale. Paragonato a Patrick Vieira, è bravo soprattutto a bloccare l'azione avversaria e a far ripartire la propria squadra, essendo in possesso di una buona visione di gioco.

## Carriera

### Club

#### Sporting Lisbona
Cresce nel settore giovanile dello Sporting Lisbona con il quale esordisce, a 18 anni, il 3 aprile 2011 nel pareggio esterno 1-1 contro il Vitória Guiamarães. Viene poi mandato in prestito biennale al Cercle Brugge dove, durante la sua prima stagione in Belgio, realizza 20 presenze e 1 gol contro l'Oud-Heverlee Leuven. La seconda stagione, in maglia nero-verde, totalizza 32 presenze e 2 gol, entrambi realizzati durante lo spareggio salvezza contro il Beerschot. A fine prestito torna allo Sporting dove esordisce contro l'Arouca e realizza il primo gol con la maglia dei Leões  nella sconfitta 3-1 contro il Porto.

#### Real Betis
Il 13 luglio 2018, Carvalho viene ingaggiato dagli spagnoli del Real Betis, a fronte di un corrispettivo di €16 milioni: sigla un contratto quinquennale. Nell'ottobre 2019 è vittima di un'ernia al disco che lo costringe a fermarsi.
Il 2 settembre 2022 rinnova il proprio contratto fino al 2026.
Il 18 luglio 2025 rescinde il proprio contratto con gli andalusi.

### Nazionale
Ha partecipato con la nazionale Under-21 alle qualificazioni per l'Europeo 2015 dove, il 5 settembre 2013, realizza il primo gol in nazionale contro i pari età della Norvegia. Il 19 novembre 2013 esordisce in nazionale maggiore contro la Svezia. Viene convocato per il Mondiale 2014, nel quale esordisce nel pareggio 2-2 contro gli Stati Uniti.
Il 30 giugno 2015, a Praga, perde ai rigori la finale dell'Europeo Under-21 contro la Svezia: in quest'occasione è decisivo il suo errore dal dischetto. Nonostante ciò viene eletto miglior giocatore della manifestazione.
Convocato per gli Europei 2016 in Francia, manifestazione in cui scende in campo in cinque occasioni, il 10 luglio si laurea campione d'Europa dopo la vittoria in finale sulla Francia padrona di casa per 1-0, ottenuta grazie al goal decisivo di Éder durante i tempi supplementari. Nella manifestazione ha fatto un importante lavoro in copertura agli ottavi contro la Croazia e ai quarti contro la Francia in finale rispettivamente contro Luka Modrić e Antoine Griezmann.
Il 13 novembre 2016 segna la prima rete in nazionale nel successo per 4-1 contro la Lettonia in una gara valida per le qualificazioni ai mondiali 2018. Va di nuovo a segno nelle qualificazioni nel 5-1 contro le Fær Øer. Viene successivamente convocati per la manifestazione iridata, in cui è titolare dei lusitani eliminati agli ottavi dall'Uruguay.

## Statistiche

### Presenze e reti nei club
Statistiche aggiornate al 2 agosto 2025
| Stagione                | Squadra                 | Campionato              | Campionato | Campionato | Coppe nazionali | Coppe nazionali | Coppe nazionali | Coppe continentali | Coppe continentali | Coppe continentali | Altre coppe | Altre coppe | Altre coppe | Totale | Totale |
| Stagione                | Squadra                 | Comp                    | Pres       | Reti       | Comp            | Pres            | Reti            | Comp               | Pres               | Reti               | Comp        | Pres        | Reti        | Pres   | Reti   |
| ----------------------- | ----------------------- | ----------------------- | ---------- | ---------- | --------------- | --------------- | --------------- | ------------------ | ------------------ | ------------------ | ----------- | ----------- | ----------- | ------ | ------ |
| 2010-2011               | Sporting Lisbona        | PL                      | 1          | 0          | CP+CdL          | 0               | 0               | UEL                | 0                  | 0                  | -           | -           | -           | 1      | 0      |
| 2011-gen. 2012          | Fátima                  | SL                      | 13         | 3          | CP+CdL          | 0               | 0               | -                  | -                  | -                  | -           | -           | -           | 13     | 3      |
| gen.-giu. 2012          | Cercle Bruges           | PL                      | 10+10      | 0+1        | CB              | -               | -               | -                  | -                  | -                  | -           | -           | -           | 20     | 1      |
| 2012-2013               | Cercle Bruges           | PL                      | 19+9       | 0+2        | CB              | 4               | 0               | -                  | -                  | -                  | -           | -           | -           | 32     | 2      |
| Totale Cercle Brugge    | Totale Cercle Brugge    | Totale Cercle Brugge    | 29+19      | 0+3        |                 | 4               | 0               |                    | -                  | -                  |             | -           | -           | 52     | 3      |
| 2013-2014               | Sporting Lisbona        | PL                      | 29         | 4          | CP+CdL          | 1+3             | 0               | -                  | -                  | -                  | -           | -           | -           | 33     | 4      |
| 2014-2015               | Sporting Lisbona        | PL                      | 30         | 1          | CP+CdL          | 5+0             | 0               | UCL+UEL            | 6+1                | 0                  | -           | -           | -           | 42     | 1      |
| 2015-2016               | Sporting Lisbona        | PL                      | 27         | 2          | CP+CdL          | 3+1             | 1+0             | UCL+UEL            | 0+5                | 0                  | SP          | 0           | 0           | 36     | 3      |
| 2016-2017               | Sporting Lisbona        | PL                      | 32         | 2          | CP+CdL          | 3+2             | 0               | UCL                | 6                  | 0                  | -           | -           | -           | 43     | 2      |
| 2017-2018               | Sporting Lisbona        | PL                      | 24         | 1          | CP+CdL          | 1+4             | 0               | UCL+UEL            | 5+4                | 0                  | -           | -           | -           | 38     | 1      |
| Totale Sporting Lisbona | Totale Sporting Lisbona | Totale Sporting Lisbona | 143        | 10         |                 | 23              | 1               |                    | 27                 | 0                  |             | 0           | 0           | 193    | 11     |
| 2018-2019               | Betis                   | PD                      | 30         | 0          | CR              | 6               | 0               | UEL                | 7                  | 0                  | -           | -           | -           | 43     | 0      |
| 2019-2020               | Betis                   | PD                      | 13         | 0          | CR              | 0               | 0               | -                  | -                  | -                  | -           | -           | -           | 13     | 0      |
| 2020-2021               | Betis                   | PD                      | 27         | 2          | CR              | 3               | 0               | -                  | -                  | -                  | -           | -           | -           | 30     | 2      |
| 2021-2022               | Betis                   | PD                      | 33         | 2          | CR              | 8               | 0               | UEL                | 8                  | 0                  | -           | -           | -           | 49     | 4      |
| 2022-2023               | Betis                   | PD                      | 33         | 3          | CR              | 2               | 1               | UEL                | 7                  | 0                  | SS          | 1           | 0           | 43     | 4      |
| 2023-2024               | Betis                   | PD                      | 22         | 1          | CR              | 2               | 0               | UEL+UECL           | 4+2                | 0+0                | -           | -           | -           | 17     | 0      |
| 2024-2025               | Betis                   | PD                      | 14         | 1          | CR              | 0               | 0               | UECL               | 1                  | 0+0                | -           | -           | -           | 15     | 1      |
| Totale Betis            | Totale Betis            | Totale Betis            | 172        | 9          |                 | 21              | 1               |                    | 33                 | 0                  |             | 1           | 0           | 227    | 10     |
| Totale carriera         | Totale carriera         | Totale carriera         | 377        | 24         |                 | 48              | 2               |                    | 54                 | 0                  |             | 1           | 0           | 484    | 27     |

### Cronologia presenze e reti in nazionale
| Cronologia completa delle presenze e delle reti in nazionale ― Portogallo | Cronologia completa delle presenze e delle reti in nazionale ― Portogallo | Cronologia completa delle presenze e delle reti in nazionale ― Portogallo | Cronologia completa delle presenze e delle reti in nazionale ― Portogallo | Cronologia completa delle presenze e delle reti in nazionale ― Portogallo | Cronologia completa delle presenze e delle reti in nazionale ― Portogallo | Cronologia completa delle presenze e delle reti in nazionale ― Portogallo | Cronologia completa delle presenze e delle reti in nazionale ― Portogallo |
| Data                                                                      | Città                                                                     | In casa                                                                   | Risultato                                                                 | Ospiti                                                                    | Competizione                                                              | Reti                                                                      | Note                                                                      |
| ------------------------------------------------------------------------- | ------------------------------------------------------------------------- | ------------------------------------------------------------------------- | ------------------------------------------------------------------------- | ------------------------------------------------------------------------- | ------------------------------------------------------------------------- | ------------------------------------------------------------------------- | ------------------------------------------------------------------------- |
| 19-11-2013                                                                | Solna                                                                     | Svezia                                                                    | 2 – 3                                                                     | Portogallo                                                                | Qual. Mondiali 2014                                                       | -                                                                         | 73’                                                                       |
| 5-3-2014                                                                  | Leiria                                                                    | Portogallo                                                                | 5 – 1                                                                     | Camerun                                                                   | Amichevole                                                                | -                                                                         | 76’                                                                       |
| 31-5-2014                                                                 | Lisbona                                                                   | Portogallo                                                                | 0 – 0                                                                     | Grecia                                                                    | Amichevole                                                                | -                                                                         | 89’                                                                       |
| 10-6-2014                                                                 | East Rutherford                                                           | Irlanda                                                                   | 1 – 5                                                                     | Portogallo                                                                | Amichevole                                                                | -                                                                         |                                                                           |
| 22-6-2014                                                                 | Manaus                                                                    | Stati Uniti                                                               | 2 – 2                                                                     | Portogallo                                                                | Mondiali 2014 - 1º turno                                                  | -                                                                         | 46’                                                                       |
| 26-6-2014                                                                 | Brasilia                                                                  | Portogallo                                                                | 2 – 1                                                                     | Ghana                                                                     | Mondiali 2014 - 1º turno                                                  | -                                                                         |                                                                           |
| 7-9-2014                                                                  | Aveiro                                                                    | Portogallo                                                                | 0 – 1                                                                     | Albania                                                                   | Qual. Euro 2016                                                           | -                                                                         | 56’                                                                       |
| 11-10-2014                                                                | Saint-Denis                                                               | Francia                                                                   | 2 – 1                                                                     | Portogallo                                                                | Amichevole                                                                | -                                                                         | 46’                                                                       |
| 14-10-2014                                                                | Copenaghen                                                                | Danimarca                                                                 | 0 – 1                                                                     | Portogallo                                                                | Qual. Euro 2016                                                           | -                                                                         |                                                                           |
| 14-11-2014                                                                | Faro                                                                      | Portogallo                                                                | 1 – 0                                                                     | Armenia                                                                   | Qual. Euro 2016                                                           | -                                                                         | 88’ 90+1’                                                                 |
| 18-11-2014                                                                | Manchester                                                                | Argentina                                                                 | 0 – 1                                                                     | Portogallo                                                                | Amichevole                                                                | -                                                                         | 78’                                                                       |
| 29-3-2015                                                                 | Lisbona                                                                   | Portogallo                                                                | 2 – 1                                                                     | Serbia                                                                    | Qual. Euro 2016                                                           | -                                                                         | 86’                                                                       |
| 13-6-2015                                                                 | Erevan                                                                    | Armenia                                                                   | 2 – 3                                                                     | Portogallo                                                                | Qual. Euro 2016                                                           | -                                                                         | 63’                                                                       |
| 14-11-2015                                                                | Krasnodar                                                                 | Russia                                                                    | 1 – 0                                                                     | Portogallo                                                                | Amichevole                                                                | -                                                                         |                                                                           |
| 17-11-2015                                                                | Lussemburgo                                                               | Lussemburgo                                                               | 0 – 2                                                                     | Portogallo                                                                | Amichevole                                                                | -                                                                         | 79’                                                                       |
| 25-3-2016                                                                 | Leira                                                                     | Portogallo                                                                | 0 – 1                                                                     | Bulgaria                                                                  | Amichevole                                                                | -                                                                         | 74’                                                                       |
| 29-3-2016                                                                 | Leira                                                                     | Portogallo                                                                | 2 – 1                                                                     | Belgio                                                                    | Amichevole                                                                | -                                                                         | 73’                                                                       |
| 29-5-2016                                                                 | Porto                                                                     | Portogallo                                                                | 3 – 0                                                                     | Norvegia                                                                  | Amichevole                                                                | -                                                                         |                                                                           |
| 2-6-2016                                                                  | Londra                                                                    | Inghilterra                                                               | 1 – 0                                                                     | Portogallo                                                                | Amichevole                                                                | -                                                                         | 73’                                                                       |
| 8-6-2016                                                                  | Lisbona                                                                   | Portogallo                                                                | 7 – 0                                                                     | Estonia                                                                   | Amichevole                                                                | -                                                                         | 70’                                                                       |
| 18-6-2016                                                                 | Parigi                                                                    | Portogallo                                                                | 0 – 0                                                                     | Austria                                                                   | Euro 2016 - 1º turno                                                      | -                                                                         |                                                                           |
| 22-6-2016                                                                 | Lione                                                                     | Ungheria                                                                  | 3 – 3                                                                     | Portogallo                                                                | Euro 2016 - 1º turno                                                      | -                                                                         |                                                                           |
| 25-6-2016                                                                 | Lens                                                                      | Croazia                                                                   | 0 – 1 dts                                                                 | Portogallo                                                                | Euro 2016 - Ottavi di finale                                              | -                                                                         | 78’                                                                       |
| 30-6-2016                                                                 | Marsiglia                                                                 | Polonia                                                                   | 1 – 1 dts (3 - 5 dtr)                                                     | Portogallo                                                                | Euro 2016 - Quarti di finale                                              | -                                                                         | 90’ 96’                                                                   |
| 10-7-2016                                                                 | Saint-Denis                                                               | Portogallo                                                                | 1 – 0 dts                                                                 | Francia                                                                   | Euro 2016 - Finale                                                        | -                                                                         | 98’                                                                       |
| 1-9-2016                                                                  | Porto                                                                     | Portogallo                                                                | 5 – 0                                                                     | Gibilterra                                                                | Amichevole                                                                | -                                                                         | 46’                                                                       |
| 6-9-2016                                                                  | Basilea                                                                   | Svizzera                                                                  | 2 – 0                                                                     | Portogallo                                                                | Qual. Mondiali 2018                                                       | -                                                                         | 46’                                                                       |
| 10-10-2016                                                                | Tórshavn                                                                  | Fær Øer                                                                   | 0 – 6                                                                     | Portogallo                                                                | Qual. Mondiali 2018                                                       | -                                                                         |                                                                           |
| 13-11-2016                                                                | Faro                                                                      | Portogallo                                                                | 4 – 1                                                                     | Lettonia                                                                  | Qual. Mondiali 2018                                                       | 1                                                                         |                                                                           |
| 25-3-2017                                                                 | Lisbona                                                                   | Portogallo                                                                | 3 – 0                                                                     | Ungheria                                                                  | Qual. Mondiali 2018                                                       | -                                                                         |                                                                           |
| 28-3-2017                                                                 | Machico                                                                   | Portogallo                                                                | 2 – 3                                                                     | Svezia                                                                    | Amichevole                                                                | -                                                                         | 46’                                                                       |
| 3-6-2017                                                                  | Estoril                                                                   | Portogallo                                                                | 4 – 0                                                                     | Cipro                                                                     | Amichevole                                                                | -                                                                         | 46’                                                                       |
| 9-6-2017                                                                  | Riga                                                                      | Lettonia                                                                  | 0 – 3                                                                     | Portogallo                                                                | Qual. Mondiali 2018                                                       | -                                                                         |                                                                           |
| 18-6-2017                                                                 | Kazan'                                                                    | Portogallo                                                                | 2 – 2                                                                     | Messico                                                                   | Conf. Cup 2017 - 1º turno                                                 | -                                                                         |                                                                           |
| 21-6-2017                                                                 | Mosca                                                                     | Russia                                                                    | 0 – 1                                                                     | Portogallo                                                                | Conf. Cup 2017 - 1º turno                                                 | -                                                                         |                                                                           |
| 28-6-2017                                                                 | Kazan'                                                                    | Portogallo                                                                | 0 – 0 dts (0 - 3 dtr)                                                     | Cile                                                                      | Conf. Cup 2017 - Semifinale                                               | -                                                                         | 31’                                                                       |
| 2-7-2017                                                                  | Mosca                                                                     | Portogallo                                                                | 2 – 1 dts                                                                 | Messico                                                                   | Conf. Cup 2017 - Finale 3º posto                                          | -                                                                         | 91’                                                                       |
| 31-8-2017                                                                 | Porto                                                                     | Portogallo                                                                | 5 – 1                                                                     | Fær Øer                                                                   | Qual. Mondiali 2018                                                       | 1                                                                         |                                                                           |
| 7-10-2017                                                                 | Andorra la Vella                                                          | Andorra                                                                   | 0 – 2                                                                     | Portogallo                                                                | Qual. Mondiali 2018                                                       | -                                                                         | 79’                                                                       |
| 10-10-2017                                                                | Lisbona                                                                   | Portogallo                                                                | 2 – 0                                                                     | Svizzera                                                                  | Qual. Mondiali 2018                                                       | -                                                                         |                                                                           |
| 28-5-2018                                                                 | Braga                                                                     | Portogallo                                                                | 2 – 2                                                                     | Tunisia                                                                   | Amichevole                                                                | -                                                                         |                                                                           |
| 2-6-2018                                                                  | Bruxelles                                                                 | Belgio                                                                    | 0 – 0                                                                     | Portogallo                                                                | Amichevole                                                                | -                                                                         |                                                                           |
| 7-6-2018                                                                  | Lisbona                                                                   | Portogallo                                                                | 3 – 0                                                                     | Algeria                                                                   | Amichevole                                                                | -                                                                         | 64’                                                                       |
| 15-6-2018                                                                 | Soči                                                                      | Portogallo                                                                | 3 – 3                                                                     | Spagna                                                                    | Mondiali 2018 - 1º turno                                                  | -                                                                         |                                                                           |
| 20-6-2018                                                                 | Mosca                                                                     | Portogallo                                                                | 1 – 0                                                                     | Marocco                                                                   | Mondiali 2018 - 1º turno                                                  | -                                                                         |                                                                           |
| 25-6-2018                                                                 | Saransk                                                                   | Iran                                                                      | 1 – 1                                                                     | Portogallo                                                                | Mondiali 2018 - 1º turno                                                  | -                                                                         |                                                                           |
| 30-6-2018                                                                 | Soči                                                                      | Uruguay                                                                   | 2 – 1                                                                     | Portogallo                                                                | Mondiali 2018 - Ottavi di finale                                          | -                                                                         |                                                                           |
| 6-9-2018                                                                  | Lisbona                                                                   | Portogallo                                                                | 1 – 1                                                                     | Croazia                                                                   | Amichevole                                                                | -                                                                         | 72’ 81’                                                                   |
| 10-9-2018                                                                 | Lisbona                                                                   | Portogallo                                                                | 1 – 0                                                                     | Italia                                                                    | UEFA Nations League 2018-2019 - 1º turno                                  | -                                                                         | 86’                                                                       |
| 11-10-2018                                                                | Chorzów                                                                   | Polonia                                                                   | 2 – 3                                                                     | Portogallo                                                                | UEFA Nations League 2018-2019 - 1º turno                                  | -                                                                         | 67’                                                                       |
| 14-10-2018                                                                | Londra                                                                    | Scozia                                                                    | 1 – 3                                                                     | Portogallo                                                                | Amichevole                                                                | -                                                                         | 90+1’                                                                     |
| 17-11-2018                                                                | Milano                                                                    | Italia                                                                    | 0 – 0                                                                     | Portogallo                                                                | UEFA Nations League 2018-2019 - 1º Turno                                  | -                                                                         |                                                                           |
| 20-11-2018                                                                | Guimarães                                                                 | Portogallo                                                                | 1 – 1                                                                     | Polonia                                                                   | UEFA Nations League 2018-2019 - 1º turno                                  | -                                                                         |                                                                           |
| 22-3-2019                                                                 | Lisbona                                                                   | Portogallo                                                                | 0 – 0                                                                     | Ucraina                                                                   | Qual. Euro 2020                                                           | -                                                                         |                                                                           |
| 25-3-2019                                                                 | Lisbona                                                                   | Portogallo                                                                | 1 – 1                                                                     | Serbia                                                                    | Qual. Euro 2020                                                           | -                                                                         |                                                                           |
| 5-6-2019                                                                  | Porto                                                                     | Portogallo                                                                | 3 – 1                                                                     | Svizzera                                                                  | UEFA Nations League 2018-2019 - Semifinale                                | -                                                                         |                                                                           |
| 9-6-2019                                                                  | Porto                                                                     | Portogallo                                                                | 1 – 0                                                                     | Paesi Bassi                                                               | UEFA Nations League 2018-2019 - Finale                                    | -                                                                         | 90+3’                                                                     |
| 7-9-2019                                                                  | Belgrado                                                                  | Serbia                                                                    | 2 – 4                                                                     | Portogallo                                                                | Qual. Euro 2020                                                           | 1                                                                         | 89’                                                                       |
| 10-9-2019                                                                 | Vilnius                                                                   | Lituania                                                                  | 1 – 5                                                                     | Portogallo                                                                | Qual. Euro 2020                                                           | 1                                                                         |                                                                           |
| 7-10-2020                                                                 | Lisbona                                                                   | Portogallo                                                                | 0 – 0                                                                     | Spagna                                                                    | Amichevole                                                                | -                                                                         | 46’                                                                       |
| 11-10-2020                                                                | Saint-Denis                                                               | Francia                                                                   | 0 – 0                                                                     | Portogallo                                                                | UEFA Nations League 2020-2021 - 1º turno                                  | -                                                                         | 88’                                                                       |
| 14-10-2020                                                                | Lisbona                                                                   | Portogallo                                                                | 3 – 0                                                                     | Svezia                                                                    | UEFA Nations League 2020-2021 - 1º turno                                  | -                                                                         | 80’                                                                       |
| 11-11-2020                                                                | Lisbona                                                                   | Portogallo                                                                | 7 – 0                                                                     | Andorra                                                                   | Amichevole                                                                | -                                                                         | 63’                                                                       |
| 14-11-2020                                                                | Lisbona                                                                   | Portogallo                                                                | 0 – 1                                                                     | Francia                                                                   | UEFA Nations League 2020-2021 - 1º turno                                  | -                                                                         | 56’                                                                       |
| 4-6-2021                                                                  | Madrid                                                                    | Spagna                                                                    | 0 – 0                                                                     | Portogallo                                                                | Amichevole                                                                | -                                                                         | 59’                                                                       |
| 9-6-2021                                                                  | Lisbona                                                                   | Portogallo                                                                | 4 – 0                                                                     | Israele                                                                   | Amichevole                                                                | -                                                                         | 71’                                                                       |
| 15-6-2021                                                                 | Budapest                                                                  | Ungheria                                                                  | 0 – 3                                                                     | Portogallo                                                                | Euro 2020 - 1º turno                                                      | -                                                                         | 81’                                                                       |
| 19-6-2021                                                                 | Monaco di Baviera                                                         | Portogallo                                                                | 2 – 4                                                                     | Germania                                                                  | Euro 2020 - 1º turno                                                      | -                                                                         | 58’                                                                       |
| 9-10-2021                                                                 | Faro                                                                      | Portogallo                                                                | 3 – 0                                                                     | Qatar                                                                     | Amichevole                                                                | -                                                                         | 32’ 60’                                                                   |
| 24-3-2022                                                                 | Porto                                                                     | Portogallo                                                                | 3 – 1                                                                     | Turchia                                                                   | Qual. Mondiali 2022                                                       | -                                                                         | 80’                                                                       |
| 29-3-2022                                                                 | Porto                                                                     | Portogallo                                                                | 2 – 0                                                                     | Macedonia del Nord                                                        | Qual. Mondiali 2022                                                       | -                                                                         | 76’                                                                       |
| 5-6-2022                                                                  | Lisbona                                                                   | Portogallo                                                                | 4 – 0                                                                     | Svizzera                                                                  | UEFA Nations League 2022-2023 - 1º turno                                  | 1                                                                         | 84’                                                                       |
| 9-6-2022                                                                  | Lisbona                                                                   | Portogallo                                                                | 2 – 0                                                                     | Rep. Ceca                                                                 | UEFA Nations League 2022-2023 - 1º turno                                  | -                                                                         | 3’ 68’                                                                    |
| 24-9-2022                                                                 | Praga                                                                     | Rep. Ceca                                                                 | 0 – 4                                                                     | Portogallo                                                                | UEFA Nations League 2022-2023 - 1º turno                                  | -                                                                         | 77’                                                                       |
| 27-9-2022                                                                 | Braga                                                                     | Portogallo                                                                | 0 – 1                                                                     | Spagna                                                                    | UEFA Nations League 2022-2023 - 1º turno                                  | -                                                                         | 78’                                                                       |
| 17-11-2022                                                                | Lisbona                                                                   | Portogallo                                                                | 4 – 0                                                                     | Nigeria                                                                   | Amichevole                                                                | -                                                                         |                                                                           |
| 24-11-2022                                                                | Doha                                                                      | Portogallo                                                                | 3 – 2                                                                     | Ghana                                                                     | Mondiali 2022 - 1º turno                                                  | -                                                                         | 56’                                                                       |
| 28-11-2022                                                                | Lusail                                                                    | Portogallo                                                                | 2 – 0                                                                     | Uruguay                                                                   | Mondiali 2022 - 1º turno                                                  | -                                                                         | 82’                                                                       |
| 2-12-2022                                                                 | Al Rayyan                                                                 | Corea del Sud                                                             | 2 – 1                                                                     | Portogallo                                                                | Mondiali 2022 - 1º turno                                                  | -                                                                         | 82’                                                                       |
| 6-12-2022                                                                 | Lusail                                                                    | Portogallo                                                                | 6 – 1                                                                     | Svizzera                                                                  | Mondiali 2022 - Ottavi di finale                                          | -                                                                         |                                                                           |
| Totale                                                                    |                                                                           | Presenze                                                                  | 80                                                                        |                                                                           | Reti                                                                      | 5                                                                         |                                                                           |

## Palmarès

### Club
- Coppa del Portogallo: 1

Sporting CP: 2014-2015
- Supercoppa di Portogallo: 1

Sporting CP: 2015
- Coppa di Lega portoghese: 1

Sporting Lisbona: 2017-2018
- Coppa di Spagna: 1

Betis: 2021-2022

### Nazionale
- Campionato d'Europa: 1

Francia 2016
- UEFA Nations League: 1

2018-2019

### Individuale
- Miglior giocatore dell'Europeo Under-21: 1

Rep. Ceca 2015